# Cruz al Mérito Aeronáutico de Chile
La Cruz al Mérito Aeronáutico de Chile es aquella condecoración que se ha instituido como un medio material para destacar los méritos de aquellas personas que han prestado relevantes servicios a la Fuerza Aérea de Chile, a la Aeronáutica o al País. Fue creada mediante D.S. (Aviación) N° 463 de 1984 y mediante los grados que la condecoración considera, se reconocen públicamente los méritos calificados, sean en tiempo de paz o de guerra y se perpetúa la acción para ejemplo de futuras generaciones. 

## Concesión
La condecoración, en cualquiera de sus grados, debe ser solicitada a la Institución por un organismo no inferior a una Unidad Táctica Aérea y/o Terrestre. La proposición debe llegar a la Comandancia en Jefe (Consejo de Condecoraciones), acompañada de todos los antecedentes que la justifiquen, explicando quién la pide, las razones fundamentales de por qué lo hace y la importancia de la acción.
La condecoración en cualquiera de sus grados y su respectivo diploma, será otorgada por el Comandante en Jefe de la Fuerza Aérea de Chile, mediante una orden Comando.
El Presidente de la República, conjuntamente con el Comandante en Jefe, firman los diplomas correspondientes a la condecoración “Gran Cruz Al Mérito Aeronáutico”.
Las fechas para otorgar la condecoración, serán:
- El día 21 de Marzo de cada año, con motivo del Aniversario de la Fuerza Aérea de Chile, o en días anteriores o posteriores, de acuerdo al programa oficial.

- El día 18 de septiembre de cada año, con motivo del Aniversario Patrio, o en días anteriores o posteriores, de acuerdo al programa oficial.

- El día 12 de diciembre de cada año, con motivo del día de la Aeronáutica, o en días anteriores o posteriores de acuerdo al programa oficial.

- En cualquiera otra fecha, cuando la ocasión así lo aconseje, en mérito a la importancia del evento a realizar o al tiempo de visita de una persona si es extranjera, siempre dispuesto por el Comandante en Jefe de la Fuerza Aérea.

## Inhabilidades
Quedan excluidas de la condecoración, las personas que hayan sido eliminadas del Servicio de la Fuerza Aérea de Chile, por razones disciplinarias, condenadas por sentencias judiciales, en procesos de delitos comunes o cuya situación afecte los preceptos morales que cimientan la vida militar.

## Grados
1. Gran Cruz al Mérito Aéronautico
Este grado será otorgado:
- Al Presidente de la República.
- Al Ministro de Defensa Nacional y a los Comandantes en Jefe Institucionales.
- Al Comandante en Jefe de la Fuerza Aérea de Chile.
- A personas extranjeras con cargos de Ministros de Defensa Nacional u otros Ministros de Estado, Comandantes en Jefe o Jefes de Estado Mayor (cuando no exista el cargo de Comandante en Jefe), Jefes de Estado Mayor Conjunto y Comandante en Jefe de la Defensa Nacional.
- A los Generales de Aviación, al ascender a ese grado.

Se compone de una presea de cuello, una placa y una banda, además de la cinta y distintivo

2. Cruz al Mérito Aeronáutico
Este grado será otorgado a:
- Oficiales Generales de las otras Instituciones Armadas nacionales y/o extranjeras, especialmente cuando estos últimos posean ya condecoraciones nacionales de grados similares;
- Civiles nacionales o extranjeros, que por sus actividades afines a la Fuerza Aérea de Chile o la Aeronáutica Nacional, se decida distinguir por su apoyo y espíritu solidario;
- Generales de Brigada Aérea al ascender a ese grado.

Se compone de una presea de cuello, además de la cinta y distintivo

3. Cruz al Vuelo Distinguido
Será otorgado este grado a cualquier piloto o tripulante nacional o extranjero, que haya participado directamente en una acción aérea distinguida. Se compone de una presea de pecho, además de la cinta y distintivo

4. Cruz de Servicios Distinguidos
Será otorgado este grado a cualquier persona militar o civil, nacional o extranjero, que haya prestado servicios extraordinarios a la Fuerza Aérea de Chile o a la Aeronáutica Nacional. Se compone de una presea de pecho, además de la cinta y distintivo
- Datos: Q97169214